# 视 (鲁国)
公子视（？—前609年），姬姓，名视，是鲁文公的儿子，太子恶的同母弟弟，鲁宣公和叔肸的异母兄弟，母为出姜。
前609年二月，鲁文公去世，鲁国的正卿东门襄仲和鲁文公的次妃敬嬴勾结，打算立敬赢之子公子俀为君，遭到太子傅叔仲惠伯的反对。这一年六月，东门襄仲和叔孙庄叔出使齐国，东门襄仲请求齐惠公立公子俀做国君，齐惠公新即位，想亲近鲁国，便同意了他的请求。襄仲回国后，在十月杀了太子恶和公子视，立公子俀为国君，是为鲁宣公。出姜两子皆死，只得“大归”齐国，再也不回来了。临走的时候，她哭泣的经过市集，说“天阿！襄仲横行无道，杀死嫡子，拥立庶子。”市集上的人都哭了。